# Luiz Henrique Silveira Couto
Pour les articles homonymes, voir Bagé.
Luiz Henrique Silveira Couto connu sous le pseudonyme Bagé, né le 13 août 1967 à Bagé, est un joueur international de futsal brésilien évoluant au poste de gardien de but.
Champion du monde 1996, Bagé est connu pour sa longévité. Sa carrière s'étend sur quatre décennies sous les couleurs d'une douzaine de clubs dont Gremio, Sao Paulo FC ou Flamengo. Bagé côtoie plus de trois générations composées de joueurs comme Lenisio, Fininho et surtout Falcao.

## Biographie
Luis Henrique Silveira Couto prend le pseudonyme Bagé, du nom de sa ville natale, dans le Rio Grande do Sul au Brésil.
Gardien de but de futsal, il coupe ses gants au ciseau au niveau des premières phalanges.
En 2005, il joue à Jaraguá avec le meilleur joueur du monde Falcao.
En 2021, il dispute la 37e saison de sa carrière avec l'équipe de l'Associaçao Atlética Banco do Brasil, engagée dans le Championnat paulista. Il est aussi entraîneur des jeunes de l'AABB. Le portier souhaite alors entrer au Livre Guinness des records.
N'ayant jamais souffert de blessures sérieuses ou de problèmes musculaires, le joueur dit devoir sa longévité au chimarrao (le maté, une infusion à base d'herbes) et surtout au préparateur physique du Gremio, qui lui a prodigué ce conseil : « Si tu veux durer, il faut s'étirer ! ». Il y associe des séances de chiropractie pour aligner sa colonne vertébrale.

## Palmarès
Le gardien est champion du monde de futsal avec la Seleçao en 1996. Il est - selon ses propres comptes - lauréat de 64 trophées durant sa carrière.
- Coupe du monde (1)
  - Vainqueur : 1996

- Copa América (3)
  - Vainqueur : 1996, 1997 et 1998